# James Collins (baloncestista)
James Edgar Collins, (Jacksonville, Florida; 5 de noviembre de 1973) es un exjugador de baloncesto estadounidense. Con 1,93 de estatura, su puesto natural en la cancha era el de escolta. 

## Trayectoria
- Los Angeles Clippers (1997-1998)
- Jacksonville Barracudas (1998)
- La Crosse Bobcats (1998-1999)
- Quad City Thunder (1999)
- Strasbourg IG (1999)
- Club Joventut de Badalona (2000)
- Grand Rapids Hoops (2000-2002)
- Guaiqueríes de Margarita (2002)
- Felice Scandone Avellino (2002-2003)
- Scafati Basket (2003-2004)
- Aironi Novara (2003-2005)
- Pallacanestro Cantú (2006)
- Fabriano Basket (2006-2007)